# Logan Moragne
Logan Moragne (19 ottobre 1995) è un giocatore di football americano statunitense, di ruolo runningback.
Dopo aver giocato a football americano negli Arkansas State Red Wolves e negli Henderson State Reddies, per poi trasferirsi nel 2022 prima ai Tirol Raiders e poi ai Kiel Baltic Hurricanes.